# Krajinski park Češeniške in Prevojske gmajne
Krajinski park Češeniške in Prevojske gmajne je zavarovano območje Slovenije, ki obsega Češeniške in Prevojske gmajne, eno večjih še ohranjenih območij strnjenega nižinskega gozda v Ljubljanski kotlini. Znotraj parka so tudi manjša mokrišča, kot so poplavno območje potoka Rovščica, tri prehodna barja in številna druga. 411,36 hektarov veliko območje leži na severovzhodu Kamniško-Bistriškega polja vzhodno od Radomelj, na ozemlju občin Domžale in Lukovica.
Park je bil ustanovljen z uredbo Vlade Republike Slovenije 6. aprila 2023.